# アビームコンサルティング
アビームコンサルティング株式会社（英: ABeam Consulting Ltd.）は、東京都千代田区に本社を置く、日本のコンサルティング会社。「日本発、アジア発のグローバルコンサルティングファーム」を掲げる。

## 概要
3つの総合力（業界×サービス×グローバル）、「Real Partner」を特徴とした総合コンサルティングファームである。
当初、1981年4月に等松・青木監査法人（現有限責任監査法人トーマツ）マネジメントサービス部門より独立、等松・トウシュロスコンサルティングとして設立された。その際に当時の世界ビッグ8の1つであったトウシュロスインターナショナル（現在のデロイト トウシュ トーマツ）に参加。その後デロイト・ハスキンズ・セルズコンサルティングとの合併、SAP専門コンサルティング子会社ICSトーマツの設立（その後本体吸収）、監査法人トーマツ（現有限責任監査法人トーマツ）のソフトウエア導入コンサルティング部門、およびマネジメントコンサルティング部門と統合、トーマツコンサルティング大阪の吸収などを経て、戦略・BPR・ITまでのフルサービスを提供可能なコンサルティングファームを形成する。
1997年に、会計事務所系ワールドファームであるデロイト トウシュ トーマツのコンサルティング部門であるデロイトコンサルティングに参加する。アウトソーシング事業を行うデロイトアウトソーシング株式会社を設立（その後本体吸収）、ブラザー工業の情報システム子会社を買収しデロイトシステムズ中部株式会社を設立（現在のアビームシステムズ）、伊藤忠商事・あおぞら銀行と共にイデアキャピタル株式会社を設立、および住商情報システムとの合弁会社である株式会社エスシーエスデロイトテクノロジーを設立（その後本体吸収）。
その後、エンロン事件を発端とした監査法人との関係性を整理するために、再度日本主導での独立を模索し、2003年に監査法人トーマツと資本関係を解消、デロイト トウシュ トーマツからも脱退し、同時にデロイトコンサルティンググループから離脱した台湾オフィスと共同で独立したコンサルティングファームを形成する。
2004年11月にNECと業務提携し、NECグループの一企業となった。自動車業界に特化した住商アビーム自動車総合研究所、M&Aに特化したアビームM&Aコンサルティングを設立する。
2009年4月に岩澤俊典が代表取締役社長に就任。
2011年2月にかつて独立系グローバルコンサルティングファームのひとつであったベリングポイントの欧州拠点を引き継いだ、欧州を拠点とするコンサルティングファームであるベリングポイント社と提携。
社名は等松トウシュロス コンサルティング→トーマツ＆デロイトコンサルティンググループ→トーマツデロイトコンサルティング→デロイトトーマツコンサルティング→ブラクストンと変遷し、2003年より現社名。なお、2008年7月より「旧トーマツ コンサルティング」が社名を「デロイト トーマツ コンサルティング」と変更したが、アビームコンサルティングと直接的な関係は無い。
2012年 中国・大連に３つ目のGDC（グローバル・ディベロップメント・センター）を設立。
2013年 ブラジルオフィス開設。
2015年 グルッポ アッサ社（Grupo ASSA Corp.）と業務提携。オプティマム ソリューションズ社（Optimum Solutions Singapore Pte. Ltd.）へ資本参加。
2018年 ベトナムオフィス開設。

## 特徴
「アビーム」という社名には「Asian Beam（アジアの光線・力）」という意味を持たせており、「アジア初・アジア発のグローバルコンサルティングファームとして、力強くあり続けること」への決意を表すとしている。また、「アビーム」とはセーリング用語で「横風を力に変えて進む」という意味を持ち、「最大限の推進力を持ってクライアントのビジネスを支える」という経営理念をも表す。
戦略からIT戦略、BPR、システム導入、アウトソーシングまで一貫したサービスを提供する総合コンサルティングファームである。
欧米流のグローバルスタンダードを単に当てはめていくのではなく、日本企業の意思を尊重しつつ、現地の価値観（文化や慣習）を重視した日本流のコンサルティングスタイルをとることが特徴。
ERP分野で特にSAPシステムの実装を多数実施してきており、国内で最多のSAP認定コンサルタントがいる。「SAP AWARD」を11年連続で受賞する 等、日本におけるERPシステム構築の実績が豊富であるため、海外からの問い合わせや提携案件も多い。
各種業界に特化したITソリューションサービスを得意としており、戦略・業務等のコンサルティング・サービスとシステムインテグレーション（SI）サービスの両方ができるのが特徴である。そのため、クライアントには戦略検討や業務改革などの机上の仕事だけではなく、実際の業務運営やシステム開発（改造）等の現場のビジネス実務の検討まで対応させたいと考える現実主義・現場主義の企業が名を連ねている。
実務面の効果を強く意識している企業体質から、一部のサービスについては成果報酬などの制度も導入している。システム開発・維持管理のための拠点を中国・マレーシア・北米等グローバルに展開しており、国際案件はヨーロッパのグローバルコンサルティングファームであるBearingPoint(ベリングポイント)と提携している。
特殊領域としてはスポーツ業界にも強みを持っており、2013年6月にはJリーグ・モンテディオ山形の運営パートナー企業となったほか、同年9月に同チームの運営法人として新たに設立される「株式会社モンテディオ山形」にも出資し大株主となった。企業としてもヨットの日本代表チームをスポンサードする等の活動を行っている。2017年5月には元F1（フォーミュラ1）ドライバーで現在インディーカー・シリーズに参戦中のレーシングドライバー佐藤琢磨選手とパートナー契約を結んだ。2019年2月には一般財団法人日本フットサル連盟とスポンサーシップ契約およびパートナーシッププログラム契約を結んだ。

## 略歴
- 1981年 等松・トウシュロスコンサルティング株式会社を設立
- 1993年 トーマツコンサルティングが分離独立
- 1997年
  - 4月 - 監査法人トーマツ（現 有限責任監査法人トーマツ）のマネジメントコンサルティング部門と統合し、社名をデロイトトーマツコンサルティングに変更
  - 6月 - デロイト トウシュ トーマツおよびデロイトコンサルティングに参加
- 2003年
  - 1月 - 監査法人トーマツとの資本関係を解消し、ブラクストン株式会社に社名を変更
  - 3月 - リクルートの人事管理システム構築事業を買収
  - 4月 - デロイト トウシュ トーマツから脱退
  - 11月 - アビームコンサルティング株式会社に社名を変更
- 2004年 NECと戦略的資本提携
- 2005年 アビームM&Aコンサルティングを設立

　　　       上海にGDC（グローバル・ディベロップメント・センター）を設立
- 2006年 欧州拠点・アジア拠点開設、子育て支援休暇制度を開始
- 2007年 子会社であったアビームシステムエンジニアリングと企業統合
- 2008年 中国・西安に2つめのGDCを設立
- 2009年 アウトソーシングの米国拠点を設立
- 2010年 ヘーゼルウッド・パートナーズ社(米金融系コンサルティング)を買収
- 2011年 ベリングポイント(BearingPoint Holding B.V.）と業務提携 インドネシアオフィス開設
- 2012年 中国・大連に3つ目のGDC（グローバル・ディベロップメント・センター）を設立
- 2013年 ブラジルオフィス開設、本社を東京都千代田区丸の内へ移転
- 2015年 グルッポ アッサ社（Grupo ASSA Corp.）と業務提携、オプティマム ソリューションズ社（Optimum Solutions Singapore Pte. Ltd.）へ資本参加
- 2015年 簡易株式交換によりNECの完全子会社化
- 2018年 ベトナムオフィス開設、シンガポールのLightStream Analytics Pte. Ltd.社を買収[7]

### 拠点
アジア
- 日本：東京、大阪、名古屋、仙台
- 中国：上海、西安、深圳、大連、北京、香港
- 韓国：ソウル
- マレーシア：クアラルンプール、ペナン
- タイ：バンコク
- シンガポール：シンガポール
- インドネシア：ジャカルタ
- ベトナム：ホーチミン

ヨーロッパ
- ドイツ：デュッセルドルフ
- イギリス：ロンドン

北南米
- アメリカ：ダラス、ニューヨーク、シカゴ、ロサンゼルス
- ブラジル：サンパウロ

## 組織
3つの「インダストリー（業界）」12の「サービスライン（領域）」の2つの軸がある。
- インダストリー：製造コンシューマービジネス、金融社会インフラ、公共
- サービスライン：経営戦略、経営改革、組織/人事、会計財務/経営管理、ITマネジメント、SCM、CRM、デジタルマーケティング、BI、IoT、AI/ML、クラウドビジネス

## 主な出身者
- 宮永博史 - 東京理科大学教授
- 宮副謙司 - 青山学院大学教授
- 野間口隆郎 - 和歌山大学准教授
- 鴨志田晃 - 名古屋商科大学教授
- 竹谷とし子 - 財務大臣政務官、公明党会計委員会 委員長、女性委員会副委員長、参議院議員、復興副大臣、公認会計士
- 下鶴隆央 - 鹿児島市長
- 佐藤美樹 - 世田谷区議会議員*佐藤美樹 - 世田谷区議会議員
- 石田敏高 - 衆議院議員政策担当秘書
- 白崎あゆみ - 北陸放送アナウンサー
- ロヘリオ・カーロン - 松井秀喜専属通訳
- 岡俊子 - アビームM&Aコンサルティング代表取締役社長、明治大学教授
- 天沼聰 - エアークローゼット創業者・代表取締役社長兼CEO
- 稲垣裕介 - ユーザベース創業者・代表取締役Co-CEO、ニューズピックス代表取締役
- 清水康一郎 - ラーニングエッジ社長
- 古川大輔 - クララオンライン最高財務責任者
- 上村一行 - アイアンドシー・クルーズ代表取締役社長
- 丸山勇人 - バーチャレクス・コンサルティング代表取締役COO
- 山口揚平 - ブルー・マーリン・パートナーズ有限会社代表取締役
- 山口拓己 - PR TIMES創業者・代表取締役社長
- 田尾啓一 - 立命館大学大学院専任教員
- 近藤教次 - GENERAL INTERNET, Inc.代表取締役CEO（監査法人出向者）

## 書籍
- 究極の“コト消費"であるスポーツビジネス 成功のシナリオ (日経BP社 久保田圭一著）
- RPAの真髄 (日経BP社 安部 慶喜/金弘 潤一郎著)
- RPAの威力 ~ロボットと共に生きる働き方改革~ (日経BP社 安部 慶喜/金弘 潤一郎著)
- EV・自動運転を超えて“日本流"で勝つ  (日経BP社 アビームコンサルティング）
- 日経ITエンジニアスクール ITコンサルタント　最強の指南書（日経SYSTEMS 清水 誠/山根 太一 他著）
- 欧米先進事例に学ぶデジタル時代の電力イノベーション戦略 (毎日新聞出版)
- 銀行経営変革―経営計画達成に導く「数値検証による統制能力評価」(一般社団法人 金融財政事情研究会)
- 1回の会議・打ち合わせで必ず結論を出す技術 (東洋経済新報社 斎藤 岳著)
- 公的組織の経営改善ハンドブック（中央経済社）
- コンサルティング・ハンドブック（東洋経済新報社）
- M&Aを成功に導くビジネスデューデリジェンスの実務（中央経済社 アビームM&Aコンサルティング編）
- 地域金融論　～リレバン恒久化と中小・地域金融機関の在り方～（アビームコンサルティング顧問の多胡秀人が執筆、社団法人 金融財政事業研究会）
- マネジメント・ハンドブック（東洋経済新報社）
- 脱「日本版PFI」のススメ　～リスク移転で解き明かすPFIの真の姿～　(日刊建設工業新聞社)
- PLM入門（近藤敬著)